# هو يو (لاعب كرة قدم)
هو يو هو لاعب كرة قدم صيني، ولد في 31 يناير 2001.